# Villarrubia de los Ojos
Villarrubia de los Ojos ist eine Gemeinde in der spanischen Provinz Ciudad Real der Autonomen Region Kastilien-La Mancha.

## Lage
Hier befindet sich die Quelle des Flusses Guadiana, des viertlängsten Flusses der iberischen Halbinsel. Es gibt auch einen Nationalpark, den Nationalpark Tablas de Daimiel, der sich im Feuchtgebiet Tablas de Daimiel befindet und mit der Nachbargemeinde Daimiel geteilt wird.
Die Gegend von Villarrubia de los Ojos ist bergig im Norden und flach im Süden.

## Geschichte
Die Kontrolle über das Gebiet ging nach der Schlacht von Las Navas de Tolosa im Jahr 1212 vom Orden des Heiligen Johannes von Jerusalem auf den Orden von Calatrava über. Die Abgrenzung des Gebiets in der Konkordie von 1232 bestätigte die calatravische Kontrolle über Villarrubia.
Zusammen mit Aldea del Rey, Almagro, Bolaños de Calatrava und Daimiel war Villarrubia einer der fünf Orte des Campo de Calatrava. Gegen Ende des Mittelalters wies Villarrubia, wie auch der Rest des Campo de Calatrava, eine recht große Bevölkerung an Mudejaren auf. Die Morisken aus Villarrubia, die sich eng an die lokale Gesellschaft anpassten, wehrten sich vehement gegen ihre verordnete Ausweisung, und der örtliche Herr, der Graf von Salinas, setzte sich dafür ein, die Auswirkungen der Maßnahme zu begrenzen. Nach den beiden Ausweisungen von 1611 und 1612 konnten die meisten der vertriebenen Moriskos nach Villarrubia zurückkehren.